# Ian Campbell, 12. Duke of Argyll

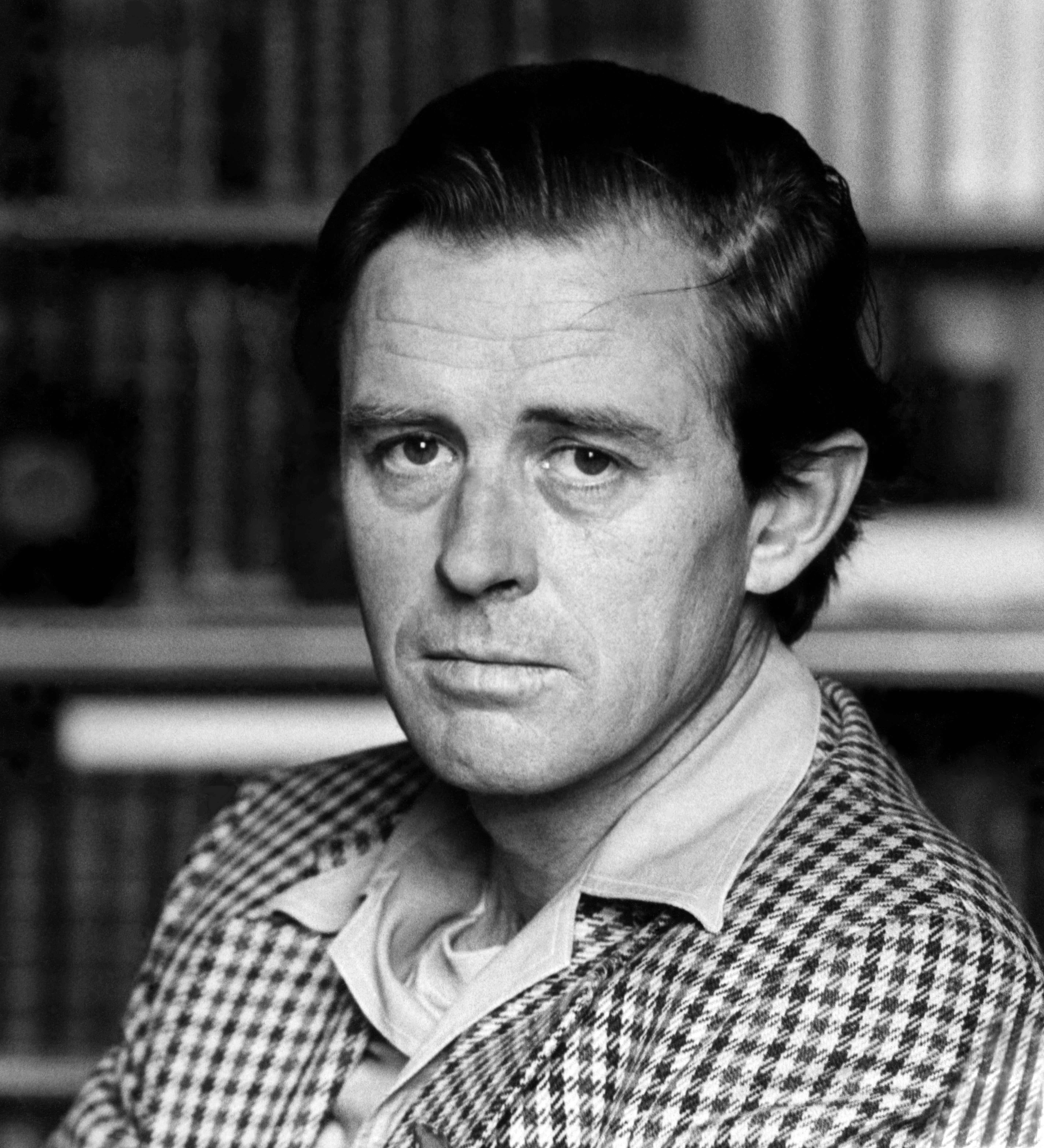
Ian Campbell, 12. Duke of Argyll

Ian Campbell, 12. Duke of Argyll (* 28. August 1937; † 22. April 2001 in London) war ein schottischer Peer.

## Familie
Ian Campbell war der Sohn von Captain Ian Campbell und dessen zweiter Frau Louise. 1949 erbte sein Vater den Titel eines Duke of Argyll von einem Cousin. Seitdem führte Campbell den Höflichkeitstitel Marquess of Lorne. Seine Eltern ließen sich 1951 scheiden. Kurz darauf heiratete der Vater Margaret Sweeny; die Söhne blieben bei der Mutter, die mit ihnen in Frankreich und Portugal lebte. Die Stiefmutter versuchte später nachzuweisen, dass die Söhne ihres Mannes aus zweiter Ehe nicht dessen leibliche seien, um sie als Erben ausschließen zu lassen. Die Scheidung der dritten Ehe des Vaters wiederum erfolgte 1963 in einem aufsehenerregenden Prozess.
Campbell heiratete 1964 Iona Mary Colquhoun, eine Tochter von Sir Ivar Iain Colquhoun, 8. Baronet, JP, DL (1916–2008). Das Ehepaar bekam einen Sohn, Torquhil Ian Campbell, und eine Tochter. Seine Titel gingen nach seinem Tod auf den Sohn über.

## Lebenslauf

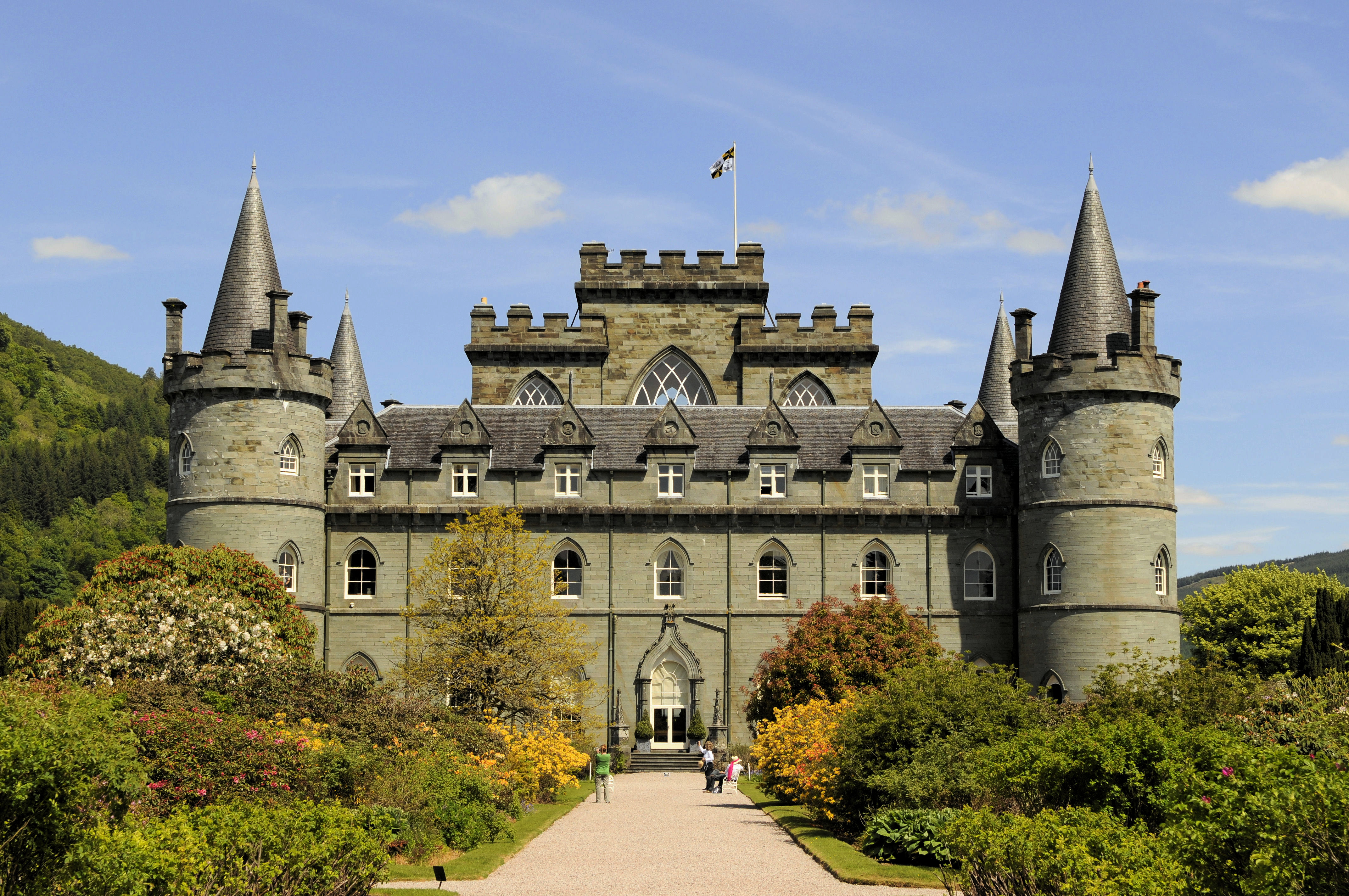
Der Familiensitz Inveraray Castle

Ian Campbell besuchte zunächst das exklusive Internat Le Rosey am Genfersee, später das Glenalmond College in Schottland. Anschließend studierte er an der McGill University in Montreal. Er war sehr sprachbegabt und erlernte im Laufe seines Lebens sieben Sprachen.
In den 1960er Jahren war Campbell als erfolgreicher Geschäftsmann tätig, so im Export von Rank Xerox; es war sein Verdienst, dass der erste Fotokopierladen in Moskau eröffnet wurde.
Nach dem Tod seines Vaters im Jahre 1975 erbte Campbell nicht nur den Titel eines Duke of Argyll, sondern zahlreiche andere Titel wie Hereditary Master of the Royal Household, Scotland, Keeper of the Great Seal of Scotland, Admiral of the Western Coast and Isles und Keeper of Dunoon, Carrick, Dunstaffnage and Tarbert castles. Der Duke war Mitglied der Queen's Body Guard for Scotland, der Royal Company of Archers und Sheriff of Oban.
Zudem ging der Familiensitz Inveraray Castle  an ihn über. In der Folge widmete sich der Duke hauptsächlich der Verwaltung des Familienbesitzes, der außer dem Schloss aus weitläufigem Grundbesitz besteht. Dazu gehörte die Insel Iona, die er 1979 verkaufte, um die Erbschaftssteuer zu bezahlen. 1975 wurde das Schloss durch einen Brand stark beschädigt, und Campbell bat den Clan Campbell, dessen Chef er war, weltweit um finanzielle Hilfe. Als sich herausstellte, dass er über ein Vermögen von 87 Millionen Pfund verfügte, forderten viele Spender ihr Geld zurück. Drei Jahre später waren die Reparaturarbeiten beendet; das Schloss wurde für Besucher geöffnet, von denen jährlich rund 100.000 Inverary besuchen. Zudem leitete er drei Whisky-Destillerien mit insgesamt 250 Mitarbeitern.
Ian Campbell starb im Alter von 63 Jahren während einer Herzoperation.